# 金毛寻回犬
金毛尋回犬（英語：Golden Retriever）是一种作为用於配合射击狩猎而培养出来的中大型猎犬。
“寻回犬”这个名字是指该品种因性格稳重並且咬合力小，較為温柔，叼咬物体时能達到不将其损坏的目的，适合用於帮助猎人寻回被击毙的猎物（通常是禽类）。作为一种从水猎犬杂交培育出来的犬种，金毛猎犬热爱游泳，而且聪明温顺，很容易接受基本或高级服从标准的训练。它们是一种长皮毛的品种，内层厚实，可在户外提供足够的温暖。金毛猎犬非常适合在郊区或乡村环境中居住。它们的皮毛特别是在季节变化时，会大量脱落，需要相当有规律的梳理。金毛寻回犬最初于19世纪中叶在苏格兰繁殖。
该品种在纯种狗狗展、伴侶犬、寵物電影中的頻繁出現。金毛犬作为残疾援助犬很受欢迎，例如盲人导盲犬和聋人听力狗。此外，他们还接受训练成为猎犬、探测犬和搜索和救援参与者。该品种友好、温和的气质意味着它不适合成为专业的看门狗，但其气质也使其成为美国和加拿大第三受欢迎的家庭狗品种，在巴西和澳大利亚排名第五，在英国排名第八。金毛寻回犬很少挑食，但需要充分（每天两小时或更长时间）的锻炼。金毛犬喜欢玩耍，但训练性很强。是比较现代且十分流行的狗的品种。

## 外表

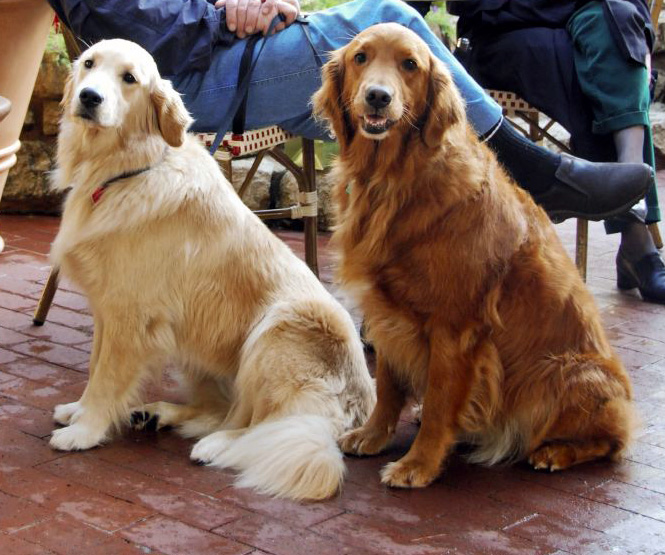
毛色范围在近浅金色和深金色之间。

金毛寻回犬在9個月到一年2個月时达到最大身高，在约两岁时达到最大体重。虽然体格上它在两岁成熟，精神上它要三岁以上才能完全成熟，但有很多飼養該種犬隻的主人评论说他们的狗一生都保持了小狗似的特性，「活到老、學到老」的本質不變。此外，它们天生還是善於取悦他人的家庭陪伴犬。
这是一种大型犬种，其外观上和短毛黄色拉布拉多寻回犬在尺寸，形状，和毛色上相似，年轻的时候更是如此，而浅色的金毛寻回犬也特别相似。最显见的区别是金毛寻回犬奢华的毛皮。
大型犬通常建議在五歲前洗牙，由於洗牙需要全身麻醉，為顧及安全及狗狗本身的健康狀況，非必要不適合在年紀太大的的年齡進行類似需要全身麻醉的醫療行為。如若平日讓牠啃咬豬或牛的大骨頭，即可完全避免洗牙的困擾。

### 毛色
美国犬业俱乐部（American Kennel Club，AKC）标准规定其毛皮是「丰富的、有光泽的由不同层次的金色（Rich, lustrous golden of various shades）」，不允许有过于浅或者过于深的颜色。
它本身分為淡奶油（色素不夠）及深咖啡二大類的顏色。
金毛尋回犬主要的換毛期為一年二次，但由於體積較大毛量比小型犬多，常被誤認為很會掉毛，無論大型犬或小型犬都會掉毛，平時的掉毛只是每天的新陳代謝而已，只要常常為牠梳毛就可減少這困擾。

### 壽命
10—12歲

## 性格

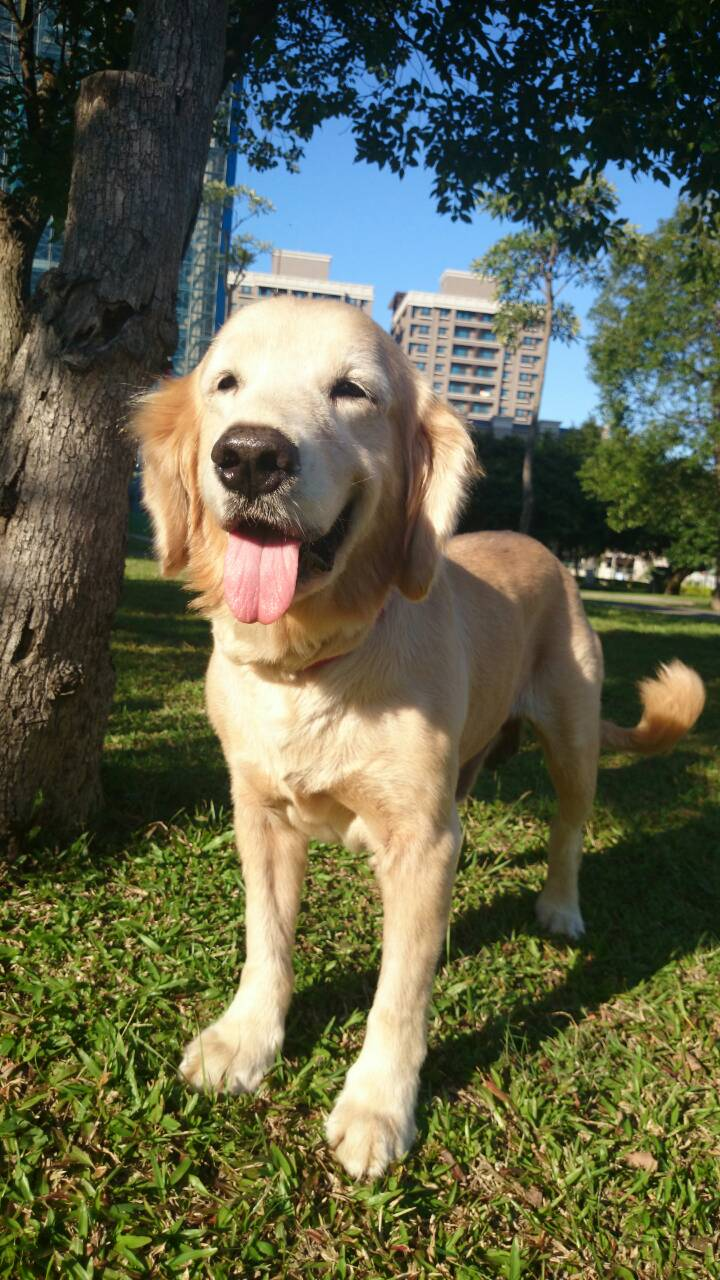
黃金獵犬開心模樣。

金毛寻回犬很活跃，喜欢玩耍，但也出奇的有耐心，可以安靜地坐着幾個小时不動，就如打獵時在狩猎伪装（Hunting blind）底下等獵物一樣，此種動作可能是打獵的遺傳特质，喜愛跳进跳出小船、游泳亦喜歡。
和拉布拉多犬一样，它们的智力，对人的感情，和他们对小孩的容忍力都很出众。从另一方面来讲，他们需要人经常陪伴才能快乐。他们在服从测验中表现良好并且是优秀的向导犬。虽然他们可能不像拉布拉多寻回犬那样在野外測試（Field trial）中表现出色，他们是出色的猎手，以突出的嗅觉而著称。他们还非常渴望讨好主人。
金毛寻回犬喜爱接物。接回一根扔出去的棍子、网球、或者飞盘可以让一条金毛寻回犬玩上几个小时都不腻，特别是还需要涉水的时候。
今天的金毛寻回犬分成两类：秀狗（Show dog）和猎狗。秀狗组的金毛寻回犬通常骨骼更大，更长，更重。香槟色的长而飘逸的毛在秀狗圈内备受推崇。而另一个方面，猎狗相对更小，腿更长，更深色。这两类都从1960年代的著名金毛寻回犬分化出来。现在，很多育种者试图统一两个分支到一个通用金毛寻回犬
金毛尋回犬和拉布拉多犬一樣，經常被培訓為導盲犬或狗醫生，所謂的狗醫生即是在醫院裡協助病人獲得一些心理上的解放，病患可以藉由狗狗的親近互動，卸下心房打開心胸。
大型犬的它本身的性情非常溫和，不是屬於會攻擊人的犬類，大約一歲以前個性有可能會比較不穩定，較愛玩耍、活潑，但是成犬時期後會有明顯的轉變為較穩定、成熟的特性。

## 身體語言

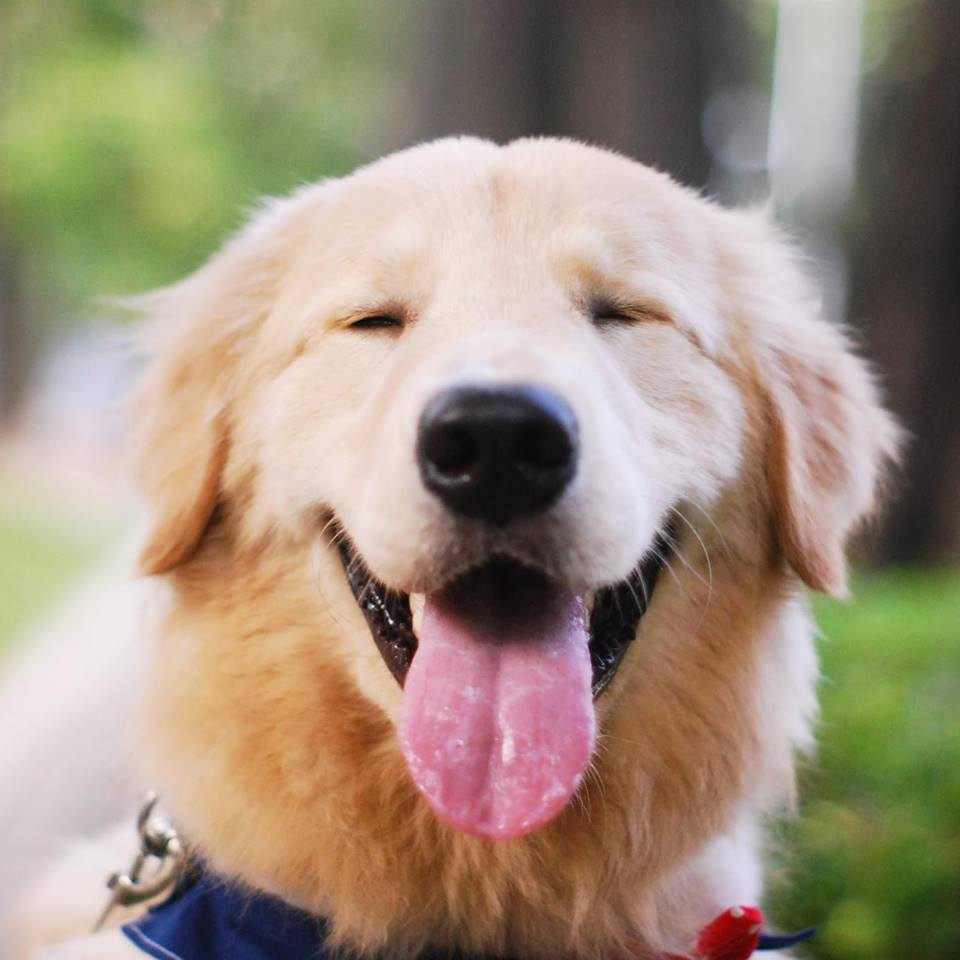
黃金獵犬的笑容深受人們喜愛。

### 平常
- 隨意坐立

- 身體及眼神輕鬆

- 尾巴輕微擺動

### 開心
- 大力擺動尾巴

- 張嘴喘氣

- 眼神雀躍

### 好奇／疑惑
- 側頭

- 豎起耳朵

- 眼睛瞪大

### 想吃您手上的食物
- 正坐

- 眼睛直視食物

- 流下許多口水

- 興奮小碎步

## 历史
该品种最初在苏格兰的Guisachan莊園培育，靠近Dudley Majoribanks(发音为 "Marchbanks")爵士（后来成为Tweedmouth勋爵）的高原地产 Glen Afric。有很多年，对于最初杂交的品种是什么有一些争议；特别流行的说法是爵士从来访的马戏团买下整个剧团的俄罗斯牧羊犬的浪漫故事。直到1952年，Majoribanks从1835年到1890年的培育记录出版後，才消除了所有疑问。

最早的杂交在一条黄色猎狗 Nous和一条特威德西班牙水猎犬(Tweed Water Spaniel)母狗Belle之间进行。特威德西班牙水猎犬现在绝迹了，但那时在边境地区很常见。Nous是Majoribanks在1865年从一个未注册的杂交狗种(一般是黑色卷毛)的寻回犬小狗中买下的。在1868年，这次杂交产生了一窝四条小母狗。这四条成了培育计划的基础，该计划还包括了爱尔兰蹲猎犬(Red Setter)、沙色寻血猎犬(Bloodhound)、圣约翰水犬(St Johns Water Dog of Newfoundland)、士兵格猎犬(Springer Spaniel)和两种更卷毛的黑色寻回犬。该血统又通过近亲交配并按照Majoribanks的终极猎犬的想法进行挑选。这个展望包括比一般寻回犬更有活力和强健的犬种，但又和人出色的好，因而很温柔并易训练。俄罗斯牧羊犬在这些记录中未被提到，其他工作犬品种也没有。金毛寻回犬的祖先全部都是运动犬，和Majoribanks的目标一致。

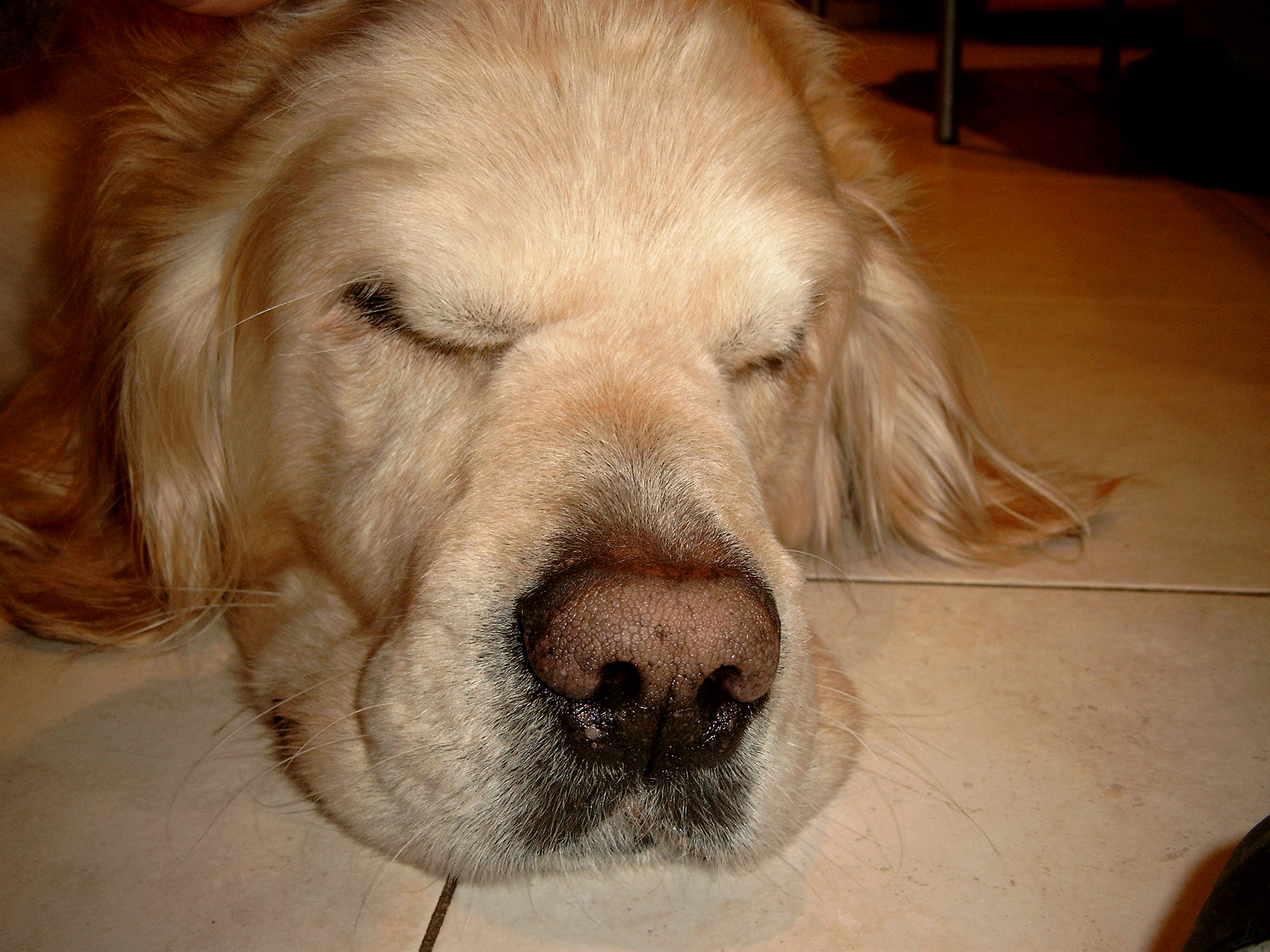
金毛尋回犬的性情非常親切

英格兰狗业俱乐部于1903年首次接受金毛寻回犬注册，名为'平毛-金色(Flat Coats - Golden)'。他们于1908年首次展示，并于1911年认定为一个品种，其描述为'寻回犬(金色和黄色)'。在1913年，金毛寻回犬俱乐部成立。品名于1920年正式变更为金毛寻回犬。
Hon. Archie Majoribanks于1881年带了一条金毛寻回犬到加拿大，并于1894年在美国狗业俱乐部(AKC)注册为女士。这是该犬种在这两个国家首次纪录。该犬种在1927年首次在加拿大注册，而安大略的金毛寻回犬俱乐部，现在称为加拿大金毛寻回犬俱乐部，在1958年成立。
AKC于1932年承认该犬种，在1938年美国金毛寻回犬俱乐部成立了。

## 营救工作
该犬种的出色和流行度产生了对纯种金毛寻回犬的需求。作为一个不幸的结果，每年有很多金毛被不再喜欢他们的主人所遗弃。这些狗，很多都比较老并需要接受医治，到了动物收容所。小狗工厂，这些大型的育种作业有时候因为臭名昭著的不良条件被关闭，成了另一個無家可歸黃金獵犬的來源。
作为回应，很多志愿者机构进行救助，收养被遗弃的金毛寻回犬的工作。这些援救组经常从狗主人那里接受狗并和地方动物收容所建立协议以保证狗得到善待而不是被人道毁灭。一旦获救，金毛寻回犬被放在寄养处直到找到一个永久的家。通常救援组会筛选可能的领养人以保证他们能给狗提供一个舒适的家。
金毛寻回犬救援组這一類的組織依赖互聯網获得资金、教育、尋找合适領養人、宣傳他们的信息。由1996年，很多地区组織在美国大部分地区和世界各地建立救援机构。